# Les Agnettes metróállomás
A Les Agnettes egy metróállomás Franciaországban, Párizsban a párizsi metró 13-as metróvonalán. Tulajdonosa és üzemeltetője a RATP.

## Metróvonalak
Az állomást az alábbi metróvonalak érintik:
- 13-as metróvonal
- 15-ös-metróvonal (építés alatt)

## Kapcsolódó állomások
A metróállomáshoz az alábbi állomások vannak a legközelebb:
- Les Courtilles (Les Courtilles, 13-as metróvonal)
- Gabriel Péri (Châtillon - Montrouge, 13-as metróvonal)
- Les Grésillons (Saint-Denis Pleyel, 15-ös-metróvonal, építés alatt)
- Bois-Colombes (Pont de Sèvres, 15-ös-metróvonal, építés alatt)